# Palabra de honor (álbum)
Palabra de Honor es el cuarto álbum de estudio del cantante mexicano Luis Miguel, lanzado al mercado por EMI Capitol México el 11 de septiembre de 1983. Fue producido por Juan Carlos Calderon, Honorio Herrero y Greg Mathieson. «Me gustas tal como eres» fue una canción que le valió el Grammy en 1985 convirtiéndose en el cantante más joven en obtener dicho logro a sus 14 años y posteriormente participó en el Festival de San Remo ese mismo año quedando en segundo lugar cantando Noi Ragazzi di Oggi y luego Il Cielo en homenaje a Toto Cutugno.

## Lista de canciones
| Versión en español |                                               |                                                   |          |  |
| N.º                | Título                                        | Escritor(es)                                      | Duración |  |
| 1.                 | «Tú no tienes corazón»                        | Honorio Herrero                                   | 2:39     |  |
| 2.                 | «Un rock & roll sonó»                         | Juan Carlos Calderón, Honorio Herrero             | 3:04     |  |
| 3.                 | «La chica del bikini azul»                    | Honorio Herrero                                   | 2:59     |  |
| 4.                 | «Lili»                                        | Luis Gómez-Escolar                                | 3:28     |  |
| 5.                 | «Palabra de honor»                            | Luis Gómez-Escolar, Honorio Herrero, Julio Seijas | 3:32     |  |
| 6.                 | «Rey de corazones»                            | Luis Gómez-Escolar, Honorio Herrero               | 2:20     |  |
| 7.                 | «Me muero por ti»                             | Honorio Herrero                                   | 2:09     |  |
| 8.                 | «Isabel»                                      | José Ramón García Flórez, Jean Giralt             | 2:31     |  |
| 9.                 | «Me gustas tal como eres» (con Sheena Easton) | Juan Carlos Calderón                              | 3:11     |  |
| 10.                | «Muñeca rota»                                 | Luis Gómez-Escolar, Honorio Herrero               | 3:13     |  |
| 11.                | «Háblame»                                     | Luis Gómez-Escolar, Honorio Herrero               | 2:39     |  |

| Versión en portugués: Meu Sonho Perdido |                          |                                                     |          |  |
| N.º                                     | Título                   | Escritor(es)                                        | Duración |  |
| 1.                                      | «Tu»                     | Honorio Herrero                                     | 2:39     |  |
| 2.                                      | «Um Rock & Roll Tocou»   | Juan Carlos Calderón / Honorio Herrero              | 3:04     |  |
| 3.                                      | «Menina do Biquini Azul» | Honorio Herrero                                     | 2:56     |  |
| 4.                                      | «Danny»                  | Luis Gómez-Escolar                                  | 3:28     |  |
| 5.                                      | «Chama-Me»               | Luis Gómez-Escolar / Honorio Herrero                | 2:39     |  |
| 6.                                      | «Rei, Rei, Rei»          | Luis Gómez-Escolar / Honorio Herrero                | 2:20     |  |
| 7.                                      | «Eu Quero Você»          | Honorio Herrero                                     | 2:09     |  |
| 8.                                      | «Salva-Me»               | José Ramón García Flórez / Jean Giralt              | 2:31     |  |
| 9.                                      | «Meu Sonho Perdido»      | Luis Gómez-Escolar / Honorio Herrero / Julio Seijas | 3:32     |  |
| 10.                                     | «Mírate»                 | Luis Gómez-Escolar / Honorio Herrero                | 3:13     |  |